# Episodi di Willy, il principe di Bel-Air (seconda stagione)
La seconda stagione della sitcom Willy, il principe di Bel-Air è andata in onda negli Stati Uniti dal 9 settembre 1991 al 4 maggio 1992 sul canale NBC.
| nº | Titolo originale             | Titolo italiano          | Prima TV USA      | Prima TV Italia  |
| -- | ---------------------------- | ------------------------ | ----------------- | ---------------- |
| 1  | Did the Earth Move For You?  | Terremoto sentimentale   | 9 settembre 1991  | 18 ottobre 1993  |
| 2  | The Mother of All Battles    | Un vile ricatto          | 16 settembre 1991 | 19 ottobre 1993  |
| 3  | Will Gets a Job              | Un lavoro per Willy      | 23 settembre 1991 | 21 ottobre 1993  |
| 4  | PSAT Pstory                  | Torna a casa Geoffrey    | 30 settembre 1991 | 20 ottobre 1993  |
| 5  | Granny Gets Busy             | La sfida                 | 7 ottobre 1991    | 23 ottobre 1993  |
| 6  | Guess Who's Coming to Marry? | Matrimonio a colori      | 14 ottobre 1991   | 22 ottobre 1993  |
| 7  | The Big Four-Oh              | Un salto nel passato     | 21 ottobre 1991   | 25 ottobre 1993  |
| 8  | She Ain't Heavy              | La ragazza giusta        | 4 novembre 1991   | 26 ottobre 1993  |
| 9  | Cased Up                     | L'incidente              | 11 novembre 1991  | 27 ottobre 1993  |
| 10 | Hi-Ho Silver                 | Un furto inesistente     | 18 novembre 1991  | 28 ottobre 1993  |
| 11 | The Butler Did It            | La rivincita di Geoffrey | 25 novembre 1991  | 29 ottobre 1993  |
| 12 | Something for Nothing        | Willy sbanca il casinò   | 9 dicembre 1991   | 30 ottobre 1993  |
| 13 | Christmas Show               | Vacanze di Natale        | 16 dicembre 1991  | 1º novembre 1993 |
| 14 | Hilary Gets a Life           | Hilary ha un lavoro      | 6 gennaio 1992    | 2 novembre 1993  |
| 15 | My Brother's Keeper          | La partita della vita    | 13 gennaio 1992   | 3 novembre 1993  |
| 16 | Geoffrey Cleans Up           | Un grande amore          | 20 gennaio 1992   | 4 novembre 1993  |
| 17 | Community Action             | Il nuovo maggiordomo     | 3 febbraio 1992   | 5 novembre 1993  |
| 18 | III Will                     | La paura fa 90           | 10 febbraio 1992  | 6 novembre 1993  |
| 19 | Eyes on the Prize            | L'amico ingrato          | 17 febbraio 1992  | 8 novembre 1993  |
| 20 | Those Were the Days          | Nostalgia del passato    | 24 febbraio 1992  | 9 novembre 1993  |
| 21 | Vying for Attention          | Il guastafeste           | 2 marzo 1992      | 10 novembre 1993 |
| 22 | The Aunt Who Came to Dinner  | La zia inattesa          | 23 marzo 1992     | 11 novembre 1993 |
| 23 | Be My Baby Tonight           | Domande imbarazzanti     | 24 aprile 1992    | 12 novembre 1993 |
| 24 | Strip-Tease fo Two           | Striptease per due       | 4 maggio 1992     | 13 novembre 1993 |

## Terremoto sentimentale
- Titolo originale: Did the Earth Move For You?
- Diretto da: Ellen Falcon
- Scritto da: Winifred Hervey

### Trama
Zio Phil riesce a procurare alla sua famiglia, eccetto Geoffrey, dei biglietti per un evento molto importante al quale tutti sono entusiasti di partecipare. Proprio quella sera però si scatenerà un violento terremoto che rovinerà i piani di tutti e tirerà fuori il vero aspetto di Kaitlyn, la ragazza di Willy...
- Altri interpreti: Tisha Campbell-Martin

## Un vile ricatto
- Titolo originale: The Mother of All Battles
- Diretto da: Ellen Falcon
- Scritto da: Bryan Winter

### Trama
Ashley viene bullizzata da Paula, una ragazza della sua stessa scuola, perciò ha paura di tornare a frequentarla. Willy e Carlton cercheranno di aiutarla ma alla fine, le due ragazze risolveranno un malinteso e andranno d'accordo.

## Un lavoro per Willy
- Titolo originale: Will Gets a Job
- Diretto da: Ellen Falcon
- Scritto da: Efrem Seeger

### Trama
Willy si rende conto di essere diventato uguale a Carlton nei modi di fare, deciso a ritrovare se stesso inizierà a lavorare in un bar per cercare di diventare più autonomo. Tina, un'amica di Ashley, si prende una cotta per Carlton.

## Torna a casa Geoffrey
- Titolo originale: PSAT Pstory
- Diretto da: Ellen Falcon
- Scritto da: Marcus Jamal Gaines

### Trama
Geoffry, sentendo i privilegi che possiede il suo amico/collega Cecil si indispettisce nei confronti della famiglia Banks tanto da decidere di andarsene lasciando i Banks nel più totale panico. Zio Philip e zia Vivian riusciranno a convincerlo a tornare dopo aver rivisto i rapporti contrattuali. Nel frattempo Carlton è sconvolto perché Willy ha ottenuto un punteggio più alto in un test a scuola.

## La sfida
- Titolo originale: Granny Gets Busy
- Diretto da: Ellen Falcon
- Scritto da: Cheryl Gard

### Trama
A casa Banks torna nonna Eddy,  accolta sempre calorosamente da tutta la famiglia, annuncia di avere un nuovo compagno ma lo zio Phil non ne è entusiasta. Nel frattempo i ragazzi divisi in due coppie, da una parte i maschi, dall'altra le femmine, si sfideranno in una scommessa molto particolare.

## Matrimonio a colori
- Titolo originale: Guess Who's Coming to Marry?
- Diretto da: Ellen Falcon
- Scritto da: Samm-Art Williams

### Trama
Janice, la sorella di zia Vivian si sposa, il matrimonio si farà proprio a casa Banks al quale sono invitati tutti i parenti più stretti comprese le altre due sorelle di Vivian. La famiglia rimane scioccata quando viene a scoprire che il fidanzato di Janice, Robert, è un bianco.

## Un salto nel passato
- Titolo originale: The Big Four-Oh
- Diretto da: Ellen Falcon
- Scritto da: Lisa Rosenthal

### Trama
Zia Vivian compie quarant'anni e tutta la famiglia si prepara a festeggiarla alla grande nonostante lei senta il peso dell'età. Durante la festa ci si mettono anche i ragazzi a rincarare la dose, parlando di quanto sia triste arrivare a quell'età. Zia Vivian allora per far vedere che ancora è giovane si iscrive ad una scuola di ballo, il sogno della sua vita da sempre. Inizialmente andare a ballare si rivelerà difficile, di fatto anche i suoi familiari la invitano a lasciar perdere, ma zia Vivian con l'impegno stupirà tutti, scegliendo comunque di tornare alla sua vita, consapevole di non poter diventare una ballerina professionista ma soddisfatta di aver realizzato il suo sogno.

## La ragazza giusta
- Titolo originale: She Ain't Heavy
- Diretto da: Ellen Falcon
- Scritto da: Lisa Rosenthal

### Trama
Willy e Carlton sono infervorati per il giorno del ballo scolastico e tutti e due hanno già una compagna da portare, ma Willy conosce una ragazza un po' in carne e appassionata di basket, Dee Dee, alla quale inizialmente è legato da un rapporto di amicizia, ma successivamente proverà qualcosa di più. Nel frattempo zio Phil mentre cerca di trovare un orecchino smarrito di zia Vivian sotto al divano, il quale Willy ammette di aver portato a scuola, si procura un dolore alla schiena che lo costringerà ad un riposo forzato.

## L'incidente
- Titolo originale: Cased Up
- Diretto da: Ellen Falcon
- Scritto da: Benny R. Richburg Jr.

### Trama
Willy non riesce ad essere indipendente senza la macchina che è contesa anche da Hilary e Carlton, così dopo aver perso a morra cinese compra una macchina da Jazz ma non avendo abbastanza soldi decide di non assicurarla. Sfortunatamente ha un incidente di lieve entità con il ragazzo di Hilary, Eric, il quale cita in tribunale zio Philip. In tribunale Eric trova un cavillo che sembra garantirgli la vittoria ma l'esperto zio Phil riesce con un colpo di genio ad avere la meglio.

## Un furto inesistente
- Titolo originale: Hi-Ho Silver
- Diretto da: Ellen Falcon
- Scritto da: Elaine Newman e Ed Burnham

### Trama
Dopo aver lasciato il lavoro zia Vivian cerca di prendersi maggiormente cura della famiglia, con scarsi risultati. Vivian inoltre decide di organizzare una festa a cui partecipano molti conoscenti tra cui Sonya Lamor, un'importante attrice. La mattina seguente il maggiordomo Geoffrey si accorge che manca l'argenteria e la sua nuova divisa che lui stesso ha nascosto, disgustato nell'indossarla. Carlton riesce a trovare la divisa ma le posate non si trovano, sembrerebbe proprio che sia stata Sonya a rubarle. Willy e Carlton si intrufolano in casa sua e trovano delle posate simili a quelle del servizio di zia Vivian, scopriranno solo in seguito che in realtà zia Vivian le aveva già trovate. I due cercano così di riportare furtivamente le posate rubate alla proprietaria senza lasciare traccia.

## La rivincita di Geoffrey
- Titolo originale: The Butler Did It
- Diretto da: Ellen Falcon
- Scritto da: Bryan Winter

### Trama
Zia Vivian e zio Philip decidono di passare un weekend romantico da soli e i ragazzi hanno casa libera. Gli zii prenotano lo stesso albergo che avevano prenotato la prima volta in vacanza insieme ma gli viene assegnata un'altra camera diversa dalla prima volta, la quale si rivelerà essere prenotata da Geoffrey anche lui in sosta in quell'albergo. I ragazzi intanto ne approfittano per fare ciò che vogliono in particolare Carlton, che escogita un particolare piano per fare soldi in fretta, girare un video musicale in casa. Willy è molto allarmato sapendo delle conseguenze che potrebbero esserci se gli zii vedessero la casa in quello stato, Carlton però lo rassicura che la casa sarà in ordine per il lunedì seguente. La situazione va peggiorando però quando zio Phil chiama a casa i ragazzi per informarli che torneranno domenica sera, a causa di un servizio non di loro gradimento. A questo punto i ragazzi si sbrigano a rimettere tutto in ordine.

## Willy sbanca il casinò
- Titolo originale: Something for Nothing
- Diretto da: Ellen Falcon
- Scritto da: Bill Streib

### Trama
Hilary invita tutta la famiglia ad una serata di beneficenza al Country Club alla quale Willy non vuole partecipare ma verrà costretto da zio Philip, mentre Ashley sarà costretta invece a rimanere a casa con Geoffrey perché reputata troppo piccola. Per andare al casino Carlton si istruisce leggendo un libro che svela i migliori trucchi per vincere, ma si riveleranno inefficaci quando Willy vincerà continuamente con una fortuna sfacciata. Addirittura Willy vince un assegno da mille dollari durante un'estrazione. La controversia sorge quando Willy non vuole restituire l'assegno destinato ad essere devoluto perché ritiene di esserselo meritato. Nel frattempo Ashley riesce a convincere Geoffrey a giocare a poker con i soldi veri e non con i biscotti come aveva organizzato lui. Il maggiordomo ne uscirà con un'amara perdita di novantaquattro dollari. Willy intanto non restituisce il denaro, a differenza di Ashley che obbliga Geoffrey a riprendersi i soldi, facendo passare la famiglia Banks come se avessero problemi economici, zio Phil alla fine riuscirà a convincere Willy a liberarsi dei soldi, ma quest'ultimo deciderà di donarli a Ramòn, un bambino suo amico più sfortunato di lui con il sogno di avere un proprio campo da basket. Sarà quindi zio Phil a donare mille dollari al Country Club.

## Vacanze di Natale
- Titolo originale: Christmas Show
- Diretto da: Ellen Falcon
- Scritto da: Winifred Hervey

### Trama
Sono arrivate le vacanze di Natale e la famiglia Banks decide di trascorrerle insieme ai parenti di zia Vivian in una baita in montagna. Durante la vigilia di Natale tutti sono entusiasti di come si stanno svolgendo le cose e i grandi lasciano i ragazzi da soli a casa per andare a festeggiare alla grande. Mentre i ragazzi sono a casa uno sconosciuto suona alla porta. Nonostante Willy sia contrario, l'uomo entra in casa con la scusa di poter usare il telefono per fare una chiamata. Subito dopo l'uomo che si rivela un malintenzionato deruba tutta la casa legando i ragazzi. Appena gli adulti tornano a casa si rendono conto di ciò che è successo si rendono conto che il Natale è ormai rovinato. Per fortuna il ladro viene catturato ma tutti i beni sono andati persi a parte un test di gravidanza fatto da zia Janice la quale rivela al marito di essere incinta. La puntata si conclude con un canto di Natale che riporta l'allegria in famiglia.

## Hilary ha un lavoro
- Titolo originale: Hilary Gets a Life
- Diretto da: Shelley Jensen
- Scritto da: Eunetta T. Boone e P. Karen Raper

### Trama
Da quando ha lasciato l'università Hilary non ha trovato un lavoro e pensa solo a spendere i soldi in vestiti, perciò i genitori le confiscano tutte le carte di credito. Hilary è costretta dunque a cercarsi un lavoro ma teme di non avere nessuna buona qualifica per trovare un impiego, quindi Willy decide di aiutarla mentendo sulla sua carriera inserendo fandonie sul curriculum di Hilary. Proprio lo stesso giorno Hilary ha un colloquio e con il curriculum ritoccato riesce ad ottenere un lavoro come direttrice di catering. Hilary è elettrizzata per il nuovo lavoro ma in seguito capisce che non è in grado di svolgerlo, sarà di nuovo Willy a doverla aiutare coinvolgendo buona parte della famiglia, in particolar modo Geoffrey, che incoraggerà Hilary a tal punto da convincerla a tornare al suo impiego senza timori.

## La partita della vita
- Titolo originale: My Brother's Keeper
- Diretto da: Ellen Falcon
- Scritto da: Benny R. Richburg Jr.

### Trama
La squadra di pallacanestro di Bel-Air è in forma smagliante grazie soprattutto al suo giocatore chiave, Willy. Essendo consapevole di essere il migliore nel suo campo, Willy si rilassa un po' troppo ma viene riportato alla realtà quando Cartlon, suo cugino/manager, lo esorta a venire a vedere con lui la partita dei suoi prossimi avversari, la squadra di Malibu, in particolar modo gli chiede di tenere d'occhio il giocatore più forte della squadra, Marcus Stokes. La squadra sembra contare molto su Willy, ma quando egli scopre che Marcus ha un figlio, durante la partita gli concede di fare punti di proposito per fargli fare bella figura davanti ai talent scout presenti. A fine partita sarà proprio Marcus a rivelargli che probabilmente non avrà futuro come giocatore di basket perché ha avuto un grave problema all'anca e per provvedere alla sua famiglia ha intenzione di frequentare l'università.

## Un grande amore
- Titolo originale: Geoffrey Cleans Up
- Diretto da: Ellen Falcon
- Scritto da: Lisa Rosenthal

### Trama
A casa Banks si presenta una donna di nome Karen e Geoffrey subito ne rimane colpito. Geoffrey trova subito una speciale affinità con essa poiché anche lei fa la governante, ma della casa vicino. Geoffrey se ne innamora e trova finalmente il coraggio di rivelarsi. Quando però i due escono insieme Karen gli rivela di non essere una governante ma bensì un'ereditiera di un'azienda che vende carta igienica ed è molto ricca. Geoffrey decide di non vederla più ma la donna gli farà cambiare idea e lo convincerà ad essere il suo accompagnatore in una serata importante. Alla serata Geoffrey invece di comportarsi da accompagnatore si mette a fare il maggiordomo, come di sua consuetudine, mettendo in imbarazzo la donna. Geoffrey, dopo aver ascoltato i consigli di Willy decide di tornare dalla donna scusandosi per il suo comportamento. Nel frattempo zio Philip perde un cliente poiché crede che sia troppo vecchio, Cartlon quindi gli consiglia di adottare un look più giovanile e lo convincerà ad usare un parrucchino, ma zio Phil non se lo lascerà per molto...

## Il nuovo maggiordomo
- Titolo originale: Community Action
- Diretto da: Ellen Falcon
- Scritto da: Cheryl Gard

### Trama
Jazz l'amico di Willy non sta passando un bel momento perciò chiede aiuto alla famiglia Banks chiedendogli un posto dove stare. La convivenza si rivelerà difficile a causa dello strambo comportamento di Jazz, il quale cercherà di rimpiazzare Geoffrey, momentaneamente malato. Nel frattempo Hilary è costretta a svolgere dei lavori sociali presso un ospedale, inizialmente riluttante cambierà subito atteggiamento quando appena arrivata si accorge di un affascinante dottore di nome Alec. Hilary si prende una cotta per Alec e arriva addirittura a cambiare stile per piacere di più al dottore. Quando però viene invitata ad una festa a casa sua, Hilary si accorge che Alec ha già una ragazza. Colta dall'imbarazzo scappa via insieme a Willy, il quale si era imbucato per conversare con una dottoressa. Infine Jazz viene cacciato di casa da zio Philip, che come al solito lo accompagnerà fuori dalla porta alla sua maniera.

## La paura fa 90
- Titolo originale: III Will
- Diretto da: Ellen Falcon
- Scritto da: Leslie Ray e David Steven Simon

### Trama
Willy deve subire un intervento per togliersi le tonsille, ma è spaventato a morte visto che non ha precedenti in sala operatoria. Willy viene quindi portato all'ospedale dove a condividere con lui la stanza c'è un vecchio signore, Max, con il quale crea un bel rapporto. Quella notte stessa Willy fa degli incubi sulla sua operazione e decide di scappare dall'ospedale per tornare a casa. Intanto il resto della famiglia è preoccupata perché Geoffrey, seguendo l'esempio di un suo collega, sta scrivendo le sue memorie in cui scrive aneddoti imbarazzanti sui componenti della famiglia. Nel tentativo di cercare degli appunti, Carlton e Hilary vengono scoperti da zio Philip e zia Vivian e nel frattempo si accorgono che Willyè ritornato a casa. Zio Phil convince Willy a tornare in ospedale. Quando torna Willy viene informato che Max è andato in un posto migliore... Willy allora si rende conto che c'è di peggio di una semplice operazione per asportare le tonsille. Si fa quindi coraggio e accetta di fare l'operazione. Alla fine di tutto Geoffrey spiega alla famiglia riunita in ospedale che le sue memorie non sono state accettate per essere pubblicate, rasserenandoli. Intanto Willy rivede Max il quale gli spiega di non essere morto, ma solo che verrà trasferito in un altro ospedale.

## L'amico ingrato
- Titolo originale: Eyes on the Prize
- Diretto da: Ellen Falcon
- Scritto da: Bryan Winter

### Trama
Zio Philip, convinto di essere bravo nel riparare le cose, cerca senza successo di riparare il condotto idraulico della casa senza nessun ausilio. Intanto Willy riesce ad ottenere la possibilità di partecipare ad un quiz televisivo dal nome "Doppia Coppia". Inizialmente decide di andare con un suo compagno di classe, ma dovrà rivedere i suoi piani dopo che Jazz e Tyriq scoprono il fatto. I suoi due migliori amici implorano Willy di portarlo con lui ma quest'ultimo, sapendo che non sono molto preparati, decide di portare Carlton. Il giorno della trasmissione Willy e Carlton affronteranno con sorpresa proprio Tyriq e Jazz, anche loro partecipanti. La puntata diventerà catastrofica con un abbraccio finale tra i tre amici.

## Nostalgia del passato
- Titolo originale: Those Were the Days
- Diretto da: Rita Rogers Blye
- Scritto da: Samm-Art Williams

### Trama
A casa Banks arriva una vecchia conoscenza di zio Philip e zia Vivian, Marge, conosciuta ai tempi di quando erano parte del movimento per i diritti dei neri. Appena arrivata Marge influenza i ragazzi, soprattutto Ashley e Willy. Proprio Willy deciderà di iniziare una protesta pacifica quando la scuola decide di licenziare un suo professore, senza un motivo effettivamente valido. Willy decide quindi di ammanettarsi insieme ad un suo compagno di classe per far tornare il professore al suo vecchio lavoro. Nel frattempo i Banks vengono a sapere che Marge è ricercata dall'FBI e inizialmente titubanti, decidono di coprirla non rivelando all'FBI la sua prossima direzione.

## Il guastafeste
- Titolo originale: vying for Attention
- Diretto da: Malcom-Jamal Warner
- Scritto da: Efrem Seeger

### Trama
Viola viene in visita alla famiglia Banks e finalmente porta con sé Robert, il suo nuovo compagno e Claudia, la figlia di Robert. Inizialmente Willy è molto arrabbiato per la nuova vita di sua madre, cambiata persino nei modi di fare, ma con il passare dei giorni in compagnia della sua nuova famiglia, Willy imparerà a voler bene anche a loro.

## La zia inattesa
- Titolo originale: The Aunt Who Came to Dinner
- Diretto da: Rae Kraus
- Scritto da: Jerry Ross

### Trama
Willy e Carlton dopo una serata al cinema, conoscono due belle ragazze di lingua francese. I due cercando di fare colpo inventandosi di essere dei pezzi grossi e le invitano a casa sapendo che gli zii saranno fuori città per il festival del jazz. Sfortunatamente per loro arriva a casa Banks una sconvolta zia Helen, sicura che suo marito Lester abbia un'altra donna e si trasferisce momentaneamente lì costringendo gli zii a rimanere. Willy e Carlton devono quindi rimandare i loro piani e nel frattempo arriva anche zio Lester per capire il motivo della collera di Helen. Mentre Lester chiama in segreto la sua psichiatra, Willy è lì ad origliare e rivela tutto a zia Helen che capirà successivamente che i suoi sospetti erano infondati.

## Domande imbarazzanti
- Titolo originale: Be My Baby Tonight
- Diretto da: Shelley Jensen
- Scritto da: Lisa Rosenthal

### Trama
Ultimamente Ashley passa del tempo con Kevin, un ragazzo suo coetaneo. Tra i due c'è un feeling speciale tant'è che si baciano. Ashley, ormai grande, vorrebbe sapere qualcosa in più sul sesso. Gli altri componenti della famiglia la vedono come una bambina perciò non hanno mai avuto intenzione di parlargliene. L'unico di cui si fida maggiormente è Willy, il quale però inizierà a preoccuparsi troppo della situazione e si intrometterà tra i due. Alla fine saranno gli zii Vivian e Philip a dover spiegare tutto ad Ashley.

## Striptease per due
- Titolo originale: Strip-Tease fo Two
- Diretto da: Shelley Jensen
- Scritto da: Leslie Ray e David Steven Simon

### Trama
Carlton decide di comprare delle azioni di una società dopo aver ricevuto una soffiata. Nell'affare vengono coinvolti anche Geoffrey e Willy. Ad aumentare il capitale ci penserà (indirettamente) zia Vivian, la quale chiede a Carlton di far riparare il suo braccialetto, pertanto Carlton e Willy portano al banco dei pegni il braccialetto ricavandone quattrocento dollari. Inizialmente le cose si mettono bene, ma quando la società si ritira dal mercato i due si mettono nei guai. Per recuperare la perdita immediatamente Willy trova un lavoro per un'agenzia di strip tease. Willy accompagnato da Carlton arriva al locale, ma Willy, salito sul palco si rifiuta, al suo posto ballerà Carlton. La sfortuna è che in quel locale era tenuta una riunione di un club in cui fanno parte Vivian e Hilary, le quali si accorgono di quanto sta succedendo e li riportano a casa. Zio Philip è infuriato con loro e li mette in punizione, obbligandoli a recuperare il braccialetto. L'episodio si conclude con Willy che inciterà Carlton a ballare ancora una volta per recuperare il braccialetto.